# 山王信仰

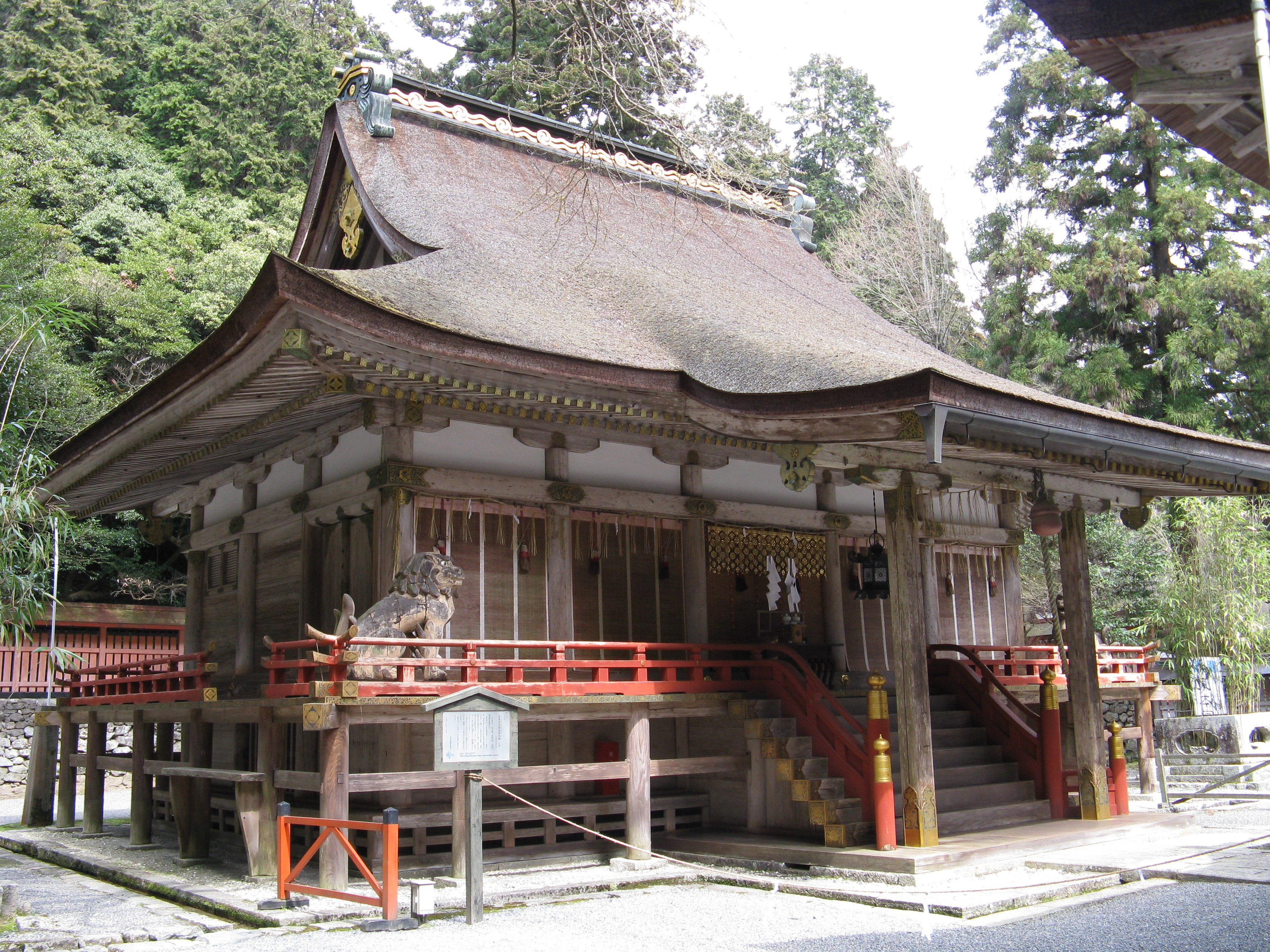
現在の日吉大社

山王信仰（さんのうしんこう）とは、比叡山麓の日吉社（滋賀県大津市、現日吉大社）より生じた神道、神仏習合の信仰である。

## 概要
山王信仰は、最澄が比叡山に天台宗を中国から移植した際に、在地の比叡（日枝、日吉。現在の滋賀県大津市坂本の日吉大社）の神（二宮権現）を「山王」と呼び、天台守護の護法神として祀ったことに始まるとされる。天台宗山門派の本山である比叡山延暦寺の鎮守神であった神社（現在の日吉大社）は、『延喜式』神名帳での呼称は「日吉神社」であるが、中世以降は山王大権現、山王権現、日吉山王権現、日吉山王社等と呼ばれてきた。研究者の岡田誠司は、日吉大社という名称は歴史的に使用するのはふさわしくないと指摘し、前近代の呼称として（他の山王権現との区別の便利もあり）「日吉山王権現」を用いている。
日吉社固有の信仰は、大比叡の山々を背景に坂本の町の西にそびえる円錐形の山を神体山（八王子山、小比叡山、日枝山、波母山、牛尾山とも）とみることから始まったと考えられる。この八王子山の神が二宮権現で、古来より祀られた当地の地主神の大山咋神（山末之大主神とも）であり、小比叡神と呼ばれ、東の社殿の祭神として祀られた。山王権現（大宮権現）は、天皇家・皇城鎮護の守護神である大和国の三輪神（三輪明神）すなわち大己貴神を天智天皇が即位した年に勧請したものと伝承され、大比叡神と呼ばれ、西の社殿の祭神として祀られた。なお、大宮に三輪神を勧請したという信頼できる根拠史料はなく、この説は後世に作られた可能性が高いと指摘されている。大宮と二宮は元々、大比叡神（大比叡山の神）もしくは四明岳の神と、小比叡神（八王子山の神）という、比叡山の大小の峰の神という対の神格とする学者もいる。
大宮に勧請したとされる三輪神は王朝の守り神であり、鎮護国家を説く天台宗と合致していたこともあり、元来の地主神である二宮権現は大宮にその地位を奪われ、山王権現（大宮権現）が上位に遇され尊重された。山王信仰は比叡山の山岳信仰を起源とするが、歴史の中で様々な信仰が複合し、神仏習合も特徴であり、東西の二つの本殿を中心にいわゆる山王二十一社と境内・境外の末社各百八社から成る複雑な構成であった。
『日吉山王利生記』では、王法（天皇家を中心とする朝廷）と仏法（寺院勢力）が調和する秩序を守る者を護り、逆らう者を祟る姿、善悪すら超えて縁故優先で利益を与える山王権現の姿が描かれており、山王信仰は、仏法守護、王法守護、鎮護国家の神として厚い信仰を集め、天台宗が全国的に広まると共に各地に勧請され、その地の鎮守神的な存在となった。大宮と天皇を同体とする考えもあり、『燿天記』には、山王（大宮・二宮）を日本の地主神とする記述があり、室町時代には比叡山は「日本一州は山王の領地」と自負し、日本国は（天照大神から）山王に譲られたと主張している。仏法が王法と対等であるという山王信仰の主張は、相対的に天皇の権威を低下させ、天皇家を中心とする朝廷と寺院勢力の住み分けに繋がった。
明治維新で、山王信仰含め、日本の神仏習合の信仰は終焉した。日吉社は暴力や破壊を伴う徹底的な神仏分離を行い仏教的要素を排除しており、これは現在まで大きな傷跡を残すこととなった。祭神も祭祀も大幅に変更しており、下殿祭祀などの儀礼や法儀も廃止されている。現在の日吉大社は、祭神、祭祀、祭祀に携わる人々、社殿内部の装飾や用具まで純神道様式に整えられており、神仏習合が欠かせぬ要素であった前近代の日吉社の祭祀は現在では失われている。明治維新以降、日吉社の呼称は「官幣大社日吉神社」、戦後は「日吉大社」となっている。
日吉神社・日枝神社（ひよしじんじゃ、ひえじんじゃ）あるいは山王神社などという社名の神社は山王信仰に基づいて日吉社の神々を勧請した神社で、現在では大山咋神や大物主神（または大国主神）を祭神とする。今日でも山王さんの愛称で親しまれている。
なお、日吉社では猿を神使とするが、猿との関連性についてはよく分かっていない。おそらくは原始信仰の名残りではないかと推測されている。

## 祭神

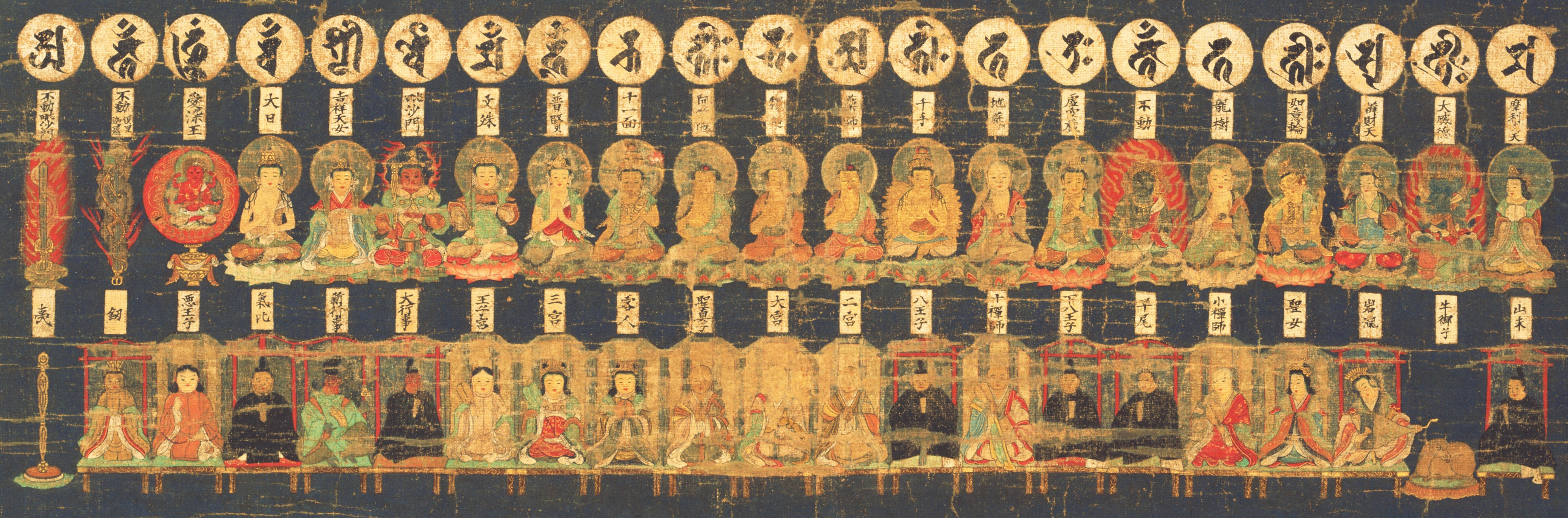
絹本著色日吉山王宮曼荼羅図の上部（1334年-1392年頃）。山王二十一社の祭神・本地仏・種子。山王の上位三柱の神「山王三聖」（下段中央）は僧形で、つまりこれらの神々は出家しており、明治の神仏分離以後の神道の神の概念とはかなり異なっている。

表の「祭神（諸説など）」は、神仏分離令前に祭られていた、主な祭神説をはじめとする様々な祭神説である（全ての説を挙げているわけではない）。かつて盛んであった山王神道は仏教の天台宗の教理を根本とし、『法華経』、釈迦信仰が中心となっている。天台宗の教理と同じく、釈迦如来（大比叡明神）を真ん中に、両脇に薬師如来（二宮）と阿弥陀如来（聖真子）が配されている。山王信仰・天台宗では大比叡（大宮、現西本宮）、小比叡（二宮、現東本宮）、聖真子（現宇佐宮）の三神を「山王三聖」として、日吉山を代表する神として尊崇する。日吉社の祭神としては、八王子山山頂に座す神を祀る二宮（東の山王）の方が大宮（西の山王）より古いが、その関係は平安時代から幕末まで常に大宮が上に置かれており、朝廷からの祭祀においても大きな差が設けられていた。 
鈴木宏昌は、延暦寺が比叡山山中に伽藍を広げていく中で、大宮と二宮に格差が付けられていったと考えられるが、八王子山の東麓（東の山王）には古墳時代後期の円墳（日吉古墳群）が密集しており、これは祖霊信仰の対象であったと思われ、元々は大宮と二宮は、比叡山の四明岳を奥宮とし、八王子山を山宮とする一対の神格として信仰されていたと推定している。名古屋市立大学の吉田一彦は、大宮の三輪神天智朝勧請説の初見史料は永保元年（1081年）であるため大宮は三輪神と切り離して考える必要があり、大宮・二宮は元々は比叡山の神である「ヒエの神」であり、これが大比叡神と小比叡神という対の神に展開したものとみている。
元々は社殿のない自然神道であり、祭祀の場としては、東の山王の二宮と十禅師が最も古いとも考えられる。自然神道から社殿神道への移行には仏教の影響があり、極端に言えば仏教的な形態である。社殿は二宮（里宮）、大宮、聖真子、客人、八王子（山宮）、十禅師（里宮）、三宮（山宮）の順で建てられた。比叡山山中に次々伽藍が立つ中、社殿化の時代の波を受け、自然神道の古態を守っていたものが、徐々に社殿神道となっていったと考えられる。八王子と三宮の社殿は八王子山山頂にある。
西の山王（現在の西本宮系）
| 社名                         | 祭神（諸説など） | 本地       |
| ---------------------------- | --- | ---------- |
| 大宮、大比叡（比叡山のこと） | 大比叡神・大比叡大明神（大比叡山の神）。大宮権現。三輪神（崇神天皇の王朝のあった大和の三輪山（大己貴神〔大国主神〕の神体山）の三輪明神を勧請）。鳴鏑明神（賀茂神）、天照大神（大宮権現・天照大神同体説） | 釈迦如来   |
| 聖真子（しょうしんじ）       | 聖真子権現。宇佐八幡神、天忍穂耳尊（正哉吾勝勝速日天忍穂耳尊）、 | 阿弥陀如来 |
| 客人（まろうど）             | 客人大明神。白山権現（加賀国白山からの勧請神）。伊弉冊尊 | 十一面観音 |

大宮（西本宮）は、王宮の地であった大和の守護神・鎮守神の三輪神を勧請した分霊とされ、三輪神は「天皇の神」であり、王宮鎮護神としての性格を持つ。大宮の系列の神々は境内の西側にまとまっている。この地に根を張った土着の神ではなく、よそから勧請した渡来神とされる。延暦寺は、天台宗の守護神として大宮を勧請したと説いていた。大宮権現に関する伝承には大きく、鳴鏑神つまり賀茂神とみる説（惠亮の西塔派）と、三輪明神の垂迩とする説（円珍の東塔派）があったようである。日吉社は織田信長の延暦寺焼き討ちで焼失し、生き残った日吉社神職の祝部氏の生源寺家行丸（祝部行丸）によって再興されており、以降の日吉社は彼が整理した資料に基づいているが、彼の『日吉社神道秘密記』では、 大己貴神は「山王」とも称すべき神で、大己貴神の神社が八王子山に最も早く建設された常設の建物だとしている。上にあげた「日吉山王宮曼荼羅図」では僧形である。
聖真子は宇佐八幡神を勧請したもので、大宮と二宮の子とも言われる。『燿天記』では、聖真子は聖人の精気で大宮を父（陽）、二宮を母（陰）として生まれ、両神に導かれた人を浄土に迎える神で、本地は阿弥陀如来とされている。生源寺家行丸の『日吉社神道秘密記』でも、大宮（大己貴神）と二宮（国常立尊）が陰陽のように繋がり、その陰陽的な相互の働きにより聖真子が生まれたとされており、こうして生まれた祭神は天照大神第一の御子である「正哉吾勝勝速日天忍穂耳尊」であるとされている。上にあげた「日吉山王宮曼荼羅図」では僧形である。
客人宮は、長年白山に参詣していた日吉社の宮籠（山王の下層巫覡）の広秀法師が、歳を取って参詣できなくなったときに、白山権現が夢で聖真子宮の東に自分を祀るように告げ、建立された。創建は1018‐1038年の間と考えられる。聖真子・客人はよそから勧請された神であり、佐藤眞人は、聖真子・客人は渡来神系の神社であると述べている。
東の山王（現在の東本宮系）
| 社名                   | 祭神（諸説など）                                                                                               | 本地                   |
| ---------------------- | --- | ---------------------- |
| 二宮（小比叡）         | 小比叡神・小比叡大明神（八王子山の神）。二宮権現。大山咋神（古事記の山末之大主神。当地の地主神）。国常立尊     | 薬師如来               |
| 十禅師（じゅうぜんじ） | 十禅師権現。荒人神（山王神と言葉を交わすことができた霊能ある僧が死後荒人神となったもの）、瓊瓊杵尊、天児屋根神 | 地蔵菩薩、弥勒菩薩など |
| 八王子（やおうじ）     | 八王子権現。国狭槌尊ら八人の王子、天照大神の五男三女神（八王子）、天照大神奇魂                                 | 千手観音               |
| 三宮（みぐう）         | 惶根。天照大神の三女。白鬚明神を勧請とも                                                                       | 普賢菩薩、大日如来など |

二宮（東本宮）は近江盆地南部の山の神であり、農耕神としての性格を持つ。比叡山の神であり、山岳神、地主神。『古事記』には大山咋神またの名を山末之大主神の記述があり、大年神と神活須毘神の女伊怒比売の間に生まれた十六神の一柱で、「近淡海国の日枝の山」に座す神であり、山城国葛野郡の松尾神と同一神とされていたことが分かる。
二宮は元々、現社地より奥の小谷川近くにあったと思われ、現在は古墳群の集中地域にあり、整地したその上に位置する。日吉大社の権禰宜だった嵯峨井建は、二宮は大山咋神が座す八王子山を遥かに拝む遥祭地であり、二宮の社は、山頂の神が麓に仮に降臨する仮座とみなされるしつらえであり、祭祀の恒常化によって神霊の常住する本殿と化したものとみている。
しかし、生源寺家行丸の『日吉社神道秘密記』では、大己貴神が八王子山に祀られる以前から「小比叡山大明神」が八王子山に、「八王子」が八王子山の金大巌に影向して祭られていたとしているが、現在祭神とされる『古事記』 の大山咋神の名はみられない。二宮に祀られる「小比叡山大明神」は、『日本書紀』の天地開闢後最初の神である国常立尊であるとされ、国常立尊は「天神第一の神」「天地開闢之神」「諸神之総大祖神」であり、『日吉社神道秘密記』には祝部氏の系図として「国常立尊 - 神皇産霊尊 - 活魂命 - 宇志丸 - 行広（生源寺家行丸の子）」という系図が示されている。『扶桑明月記』では、二宮は天地開闢の時に天神の第一の皇子である国常立尊が高峰に降臨して地主権現となったものであり、姿は俗形または僧形とされている。大山咋神が国常立尊に取って替わられた時期はよくわかっていない。嵯峨井建は、国家仏教としての延暦寺とのつながりで9世紀中頃から大宮が著しく昇階し、9世紀後半には延暦寺が日吉社の祭祀に深く介入するようになったと推定し、そのため祝部氏と延暦寺には確執が生じたと考え、二宮の祭神が国常立尊に改められたのには、二宮を大宮より優位に立たせ延暦寺に対抗しようという祝部氏の意図が見えると指摘している。
『燿天記』では、二宮は過去七仏（釈迦以前にあらわれた七人の仏）のうち拘留孫仏の頃にインドから日本に渡り、比叡山の山麓の杉の洞に鎮座したとされている。
東の山王の神々は二宮と縁が深く、境内東側の八王子山の山頂と麓にまとまっている。佐藤眞人は、十禅師、八王子、三宮の創祀の年代は不明瞭だが、王子神、御子神、姫神として自然発生的に祀られた地主神の系列の神であるとしている。
霊泉のある十禅師社の地における信仰はきわめて古く、八王子山の祭祀の場としては最古という見方もある。『燿天記』では十禅師は、元、横川の別所香積寺に止任する僧、つまり人間であり、日吉の山王と言葉を交わし得る優れた霊能者で、死後荒人神となったとされている。宮家準は、内供奉十禅師で平将門や藤原純友の調伏に当たった明達（809年 - 955年）が香積寺を創建しており、十禅師社に祀られた僧とは明達とも考えられるとしている。上にあげた「日吉山王宮曼荼羅図」では僧形である。生源寺家行丸の『日吉社神道秘密記』では、十禅師社に祀られる神は、天照大神の孫 で、天孫降臨神話の主役神である瓊瓊杵尊とされている。
『燿天記』では八王子は、日吉社総禰宜成仲の説として、大宮が天降った時に角髪の八人の童子が現れて田楽を演じてもてなしたとあり、三輪明神が勧請される前から八王子山に坐した山の神と思われる。『扶桑明月記』では、八王子山の東側にある金大巌（こがねのおおいわ）に俗形で現れた国狭槌尊ら八人の王子とされている。
三宮は金大巌の脇に鎮座するが、787年に本地が普賢菩薩である神が、手に「法華経」を持ち、金大巌のそばに天降ったと『扶桑明月記』に伝承されるのみである。天照大神の三女ともされる。
八王子と三宮は、共に金大巌に示現したとされ、金大巌を磐座とする神であり、磐座祭祀に発するものと考えられる。金大巌を挟んで左右に社殿があり、対の社と言える。山王祭の「みあれ神事」は、八王子宮と三宮の男女の神がまぐわい御子神が誕生することを表し、この御子神は王子宮（現産屋神社）に祀られていたが、天台修験と熊野の関係から、熊野若一王子（熊野不思議童子）とする垂迹説がかなり有力であった。『日吉山王秘密社参次第記』では、この社の祭神は熊野若一王子で、獅子に乗って降臨したとされている（現代では産屋神社の祭神は、大山咋神と鴨玉依姫神の神婚「みあれ神事」で誕生する鴨別雷神とされている。）
二宮の周囲の摂社末社の一群は、その社名からわかるように、九州や北陸など様々な地域から迎えた遠方の神々であり、天台宗の拡大に伴って境内に勧請されたとみられる。

## 社の神紋
上七社に早尾・大行事を加えた9社は、山王曼荼羅に必ず描かれる主要な社であり、同じ太刀が納められ、それには各社の神紋が打たれている。神紋は次の通りである。
- 大宮：牡丹
- 二宮：二葉葵
- 聖真子：橘
- 客人：二本杉
- 十禅師：菊
- 三宮：桐
- 八王子：菊
- 早尾：三階松
- 大行事：巴[51]

## 建物と儀礼
日吉社は同じ境内に二つの本殿が近接して並んでおり、古来以来の大社でこのような構成は非常に稀である（他には紀州和歌山の日前国懸神社の例がある）。二宮境内周辺には内王子、悪王子、若宮、児宮等の王子神、御子神が祀られているが、佐藤眞人は「その多くはこの地に活動する巫覡が創祀したもの」と推定している。
嵯峨井建は、二宮の社殿の内陣背後の一区は一種の仮の神座、中世的に言えば影向座と思われ、二宮の社殿が本来拝殿であった可能性を指摘している。二宮や春日社、賀茂両社のような遥祭地から発展した神社は、その場所の大地自体が強く神聖視され、非常に強い聖地観が見られる。
主要な社殿にはそれぞれ本殿、拝殿があり、さらに彼岸所、御供所、夏堂、神楽所、雑舎、笈同、一切経所、鐘楼などが乱立し、神宮寺や多宝塔、七重塔、不動堂、千手堂などもあった。拝殿と山王神輿、彼岸所（これは近世まで）も七社だけにあった。仏教色が濃厚な中世の境内の様子は、織田信長の焼打ち後に生源寺家行丸が焼けた社殿の復興のために作成したという『二十一社等絵図』や『日吉社神道秘密記』で詳しく見ることができる。彼岸所や夏堂は主に仏教的修法に使われる建物で、これらは天台座主（延暦寺のトップ）や公家が用うこともあった。
山王三聖（大宮・二宮・聖真子〔現 宇佐宮〕）の社殿は、平安時代前期の仁和4年（888年）までには形成されていたと考えられている。三宮の創始年代が定かでないため、山王七社の成立年代の上限をはっきりさせることは難しいが、佐藤眞人によると、山王七社の成立年代は、万寿5年（1029年）が上限、下限は永久3年（1115年）で、さらに時代を下げても保延6年（1141年）には成立は疑う余地はない。
多くの社殿は現在は失われており、それぞれの建築に付随したであろう神事や神仏を含めた儀礼があったと思われるが、資料が残された一部しか内容を覗うことはできない。叡山文庫その他に伝わる古書を現在の神事と比較して推定するに、前近代は幾つかの系統の祭祀儀礼が複雑に絡み合って行われていたようである。さらに天台座主の奉幣のような仏教儀礼があり、真榊神事や大榊神事のように系統が不明の祭儀もある。
上七社の本殿床下には「下殿（げでん）」という空間が設けられており、下殿の祭祀は神仏習合の秘儀で、僧形の宮仕が行っていたと考えられる。その具体的な内容は神仏分離の際に失われた。神仏分離以前の山王祭では、「大宮下殿において神酒を二十一社に供ふ。榊調進の宮仕祝言して皆大宮下殿に参候す」ということが行われていたといい、祭の準備期間または祭そのものとして神社に籠もるという元々の意味の宮籠であろうと考えられる。二宮に下殿があるのは、大地自体を神聖視する聖地観のためであるという。八王子山山頂には八王子と三宮が鎮座し、両社とも下殿があるが、下殿は磐座の礼拝施設とも考えられる。
明治の神仏分離・廃仏毀釈で、下殿の本尊を始め舗設・荘厳の全ては撤去・破壊されており、その形態を明らかにすることはできない。下殿があるのは山王二十一社中の上七社のみであり、上七社は一種の二階造となっている。嵯峨井健は、日吉社の祭祀において下殿祭祀は枝葉ではなく中枢に触れるもので、習合的祭祀の場として重要であったとみている。
聖職者の宮籠とは別に、中世日吉社には、拝殿とは別に設けられた床下の室である下殿に、人々が常時かつ個人的に籠もり、これは宮籠と呼ばれたようである。この宮籠の主体は社会的に最下層の人々で、平曲の琵琶盲僧のような下級僧や、不治の病の人、乞食などであった。

## 成員
延暦寺と日吉社は一体的な関係にあり、天台座主の元、延暦寺の僧侶集団があり、その下に主神（山王権現）を祀る大宮神社と二宮の神主以下、日吉社の神職が奉仕するという独特な在り方であった。琴御館〔ことのみたち〕宇志丸に始まるとされる社家の祝部氏は、平安後期の宇志丸から23代目に生源寺家、樹下家に分かれている。
日吉社の社家祝部氏は大宮と縁が深く二宮との関係が希薄で、中世では二宮の周辺が巫覡たちの活動拠点となっており、十禅師社や八王子社（殿内に牛巫明神を祀る中七社の末社）は巫女（御子、神子とも）の活動が盛んなことで知られていた。中世後期には、巫女の憑依託宣の職能が衰退し、巫女と東の山王の神々との特別なつながりも薄れていき、同時に延暦寺と一体の権門として発展することで巨大化した日吉社の巫覡集団も整理され、各社に分属する組織形態に編纂されていったようである。近世の山王七社各社には惣殿（大宮のみ総殿）と呼ばれる巫女が所属し、その職を女系で継いでいたが、惣殿という称号は巫女座の長を意味するものと思われる。
『耀天記』には樹下僧という巫祝的な社僧の活動が記録されており、彼らが山王七社・二十一社の彼岸所・夏堂に所属する宮仕や彼岸衆、夏僧の組織に発展していった。宮籠はしばしば巡礼や放浪をする宗教者であり、一部が定住し社務組織の末端の巫覡として組織に組み込まれていったと思われる。
室町時代末期の史料からは、日吉社の社司（社務）の下に、巫女、廊御子、宮仕（宮仕法師）、木守という職階があったことが分かる。また境内には、彼岸所や夏堂を拠点に活動する彼岸衆や夏僧、社殿の床下などに参籠する宮籠などの宗教者がいたが、彼らは社司を筆頭とする社務組織外の人間であったようである。廊御子は巫女と共に託宣を行う際に琴の演奏を務め、山王祭で神歌を奏し、礼拝講で神楽を行うなどした。宮仕は僧形であり、元々廊御子より下の地位であったが、僧形であったため延暦寺との結びつきを保ち地位を上昇させ、延暦寺と結託して社司に対抗してしばしば論争を引き起こした。木守は下層の巫覡である宮籠が前身であると考えられ、境内の森林管理や掃除を役割とし、社務組織の最下層に位置付けられていた。当主の多くは僧名を持っていたと推定され、本来は僧形だったようである。維新期には日吉社の巫女は四家にまで減少していた。

## 歴史

### 延暦寺創建以前
日吉社は『古事記』以前の社であり、その創始についてはっきり知ることは困難である。周囲に古墳群があることから、創建年代を6世紀まで遡ることはできる。
日吉社は、もともと近江国日枝山（ひえのやま：後に比叡山の字が充てられた）の神である「大山咋神」（おおやまくいのかみ）を祀っていた。『古事記』で大山咋神は「日枝の山に座す神」とされているように、「ヒエ」の山の頂に鎮座すると考えられていた。
東の山王の十禅師社（現樹下宮）の下殿には霊泉（井戸）があり、嵯峨井建は、八王子山を仰ぐ霊泉の湧く山麓の聖地として、ここを中心に祭祀の場が開けていったと推定している。社殿神道以前のこの地の信仰の最初の形態は、「頂近くの大巌を神が降臨しあるいは籠ります磐座とし、山麓の（十禅師社の）現社地に湧出する泉をたえずあふれ出る神の恵みと感得し、両者を信仰的に関連づける自然神道」であり、霊泉の湧く山麓の十禅師社の地で年間を通じての日常的な祭祀が行われ、山頂の磐座での祭祀は春秋2度程度行われたと推定している。
金大磐のある八王子山山頂は柳田民俗学でいうところの「山宮」であり、二宮と十禅師社は「里宮」に当たる。この地の信仰は、山頂の「山宮」が古く山麓の「里宮」の方が新しいと考えられてきたが、明らかに山麓の社の方が古く、祭祀の場としては「里宮」の方が古いという説が出されている。嵯峨井建は、日吉の信仰の最初の形態は「頂近くの大巌を神が降臨しあるいは籠ります磐座とし、山麓の（十禅師の）現社地に湧出する泉をたえずあふれ出る神の恵みと感得し、両者を信仰的に関連づける自然神道」であると推定している。山頂の磐座（八王子、三宮）での日常的な祭祀は困難であり、日常的な祭祀は山麓の霊泉（十禅師）もしくは小谷川の傍ら（二宮）で行われ、山頂では、春秋2度程度の祭祀が行われたと思われる。
また吉田一彦は、大宮を三輪神とする説は史料の年代から後世に作られたものとして退け、大宮も二宮も元々は比叡山の神である「ヒエの神」であり、これが9世紀後期に大比叡神・小比叡神の二神に展開したものとしている。
伝承では、西の社殿の大宮（現西本宮）の祭神である大比叡神（山王権現、大宮権現）は、天智天皇が即位した668年に、天皇家・皇城鎮護の守護神である大和国の三輪の神（三輪明神）すなわち大己貴神が勧請されたものとされる。嵯峨井建は、天智天皇が近江遷都の後、国情が安定しなかったため、新都鎮護の神として大和の大三輪から勧請されたと推測している。ただし、三輪神が比叡山に勧請された時期については、中世以来、天智朝（668年- 672年）勧請説と、日本の天台宗の祖である最澄勧請説の2つがあるが、両説とも信頼できる根拠史料がない。大宮の祭神が天智天皇の勧請という伝承は後世の『輝天記』や『厳神抄』にみられ、この伝承は平安時代には形成されていた。天智朝勧請説を述べる『日吉社禰宜口伝抄』は偽書であることが明らかになっており、この説は1081年以前には確認できず、最澄の時代に勧請されたという説もまた否定されており、三輪神の勧請を信頼できる史料で確認することはできない。日吉社の社家祝部氏の先祖琴御館〔ことのみたち〕宇志丸は、三輪山の神を当地に送り届ける時に同行した人物で、それにより社家の地位を得たと伝承されている。宇志丸の子孫とされる生源寺家行丸の『日吉社神道秘密記』によると、大三輪の大神は、宇志丸が住んでいた唐崎の松の木に現れ、宇志丸の導きで八王子山山麓にたどり着き、宇志丸が御形を刻み、大宮はここに鎮座すると定めたという。続く二宮、聖真子八王子の社も宇志丸が造立したとされる。こうした諸伝は宇志丸と日吉社の神々の深い結びつきを物語るもので、宇志丸は「山末大明神」と奉られ、現代も境内に祀られている。

### 延暦寺創建以降

#### 延暦寺の創建
延暦7年（788年）に比叡山に天台宗の延暦寺ができてからは、大山咋神・大物主神は地主神として天台宗・延暦寺の守護神とされた。延暦寺を開いた最澄は寺の周囲に結界を定め、その地主神を比叡山の「諸山王」として比叡社に祀った。唐の天台山国清寺が地主神として「山王弼真君」を祀っていることに因み、延暦寺ではこの両神を「山王」と称した。
『袖中抄』や『延暦寺護国縁起』等では、最澄が延暦寺鎮守として三輪明神を勧請したとされている。『続古事談』ではこの説を否定し、「大比叡、小比叡ミナ大師ヨリ先二スミ給也」と説いており、平安末から鎌倉初期の日吉社家は伝承された縁起を墨守していたが、最澄勧請説はその時代の信仰を反映するものとして存在感を持っていた。
二宮の社殿は平安前期までに成立したと考えられる。

#### 二神への展開と三聖
天長2年（825年）に、天台宗の第2代座主である円澄が、延暦寺の西塔を開いた。以後、西塔は独自色を深め、それまでの「東塔」での地主神信仰に対応させるかたちで、小比叡神を祀るようになった。小比叡神には、八王子山の磐座の神である大山咋神が勧請され、八王子山にある磐座に神が宿るとされた。
西塔の独立により、最澄が当初祀った諸山王は統合され、東塔と結びついて、比叡神または大比叡神と呼ばれるようになった。西塔で祀られる神も山王と呼ばれたため、「山王」は東塔と西塔で二極化することとなった。
その後、天台宗の第5代座主であり、夢で様々な啓示を受けたという伝承が残されている円珍が、自身に夢で入唐を勧めた「山王明神」を自らの坊に祀るようになった。このため、それまでは最澄の創建として、千手堂または千手院と呼ばれていた円珍の坊が、山王院と呼ばれるようになった。このように、山王明神の信仰は、円珍が個人的に祀ったことから始まった。
仁和3年（887年）、延暦寺の座主であった天台僧円珍が、大比叡神・小比叡神のために延暦寺に2名の年分度者（国が各宗に割り当てた年度ごとの官許の出家（得度）者の定員）を得たいと朝廷に上表。二神そろっての記述は、この上表文で初めて確認できる。なお、大比叡・小比叡は峰（山）の名前で、円珍以前から使われており、大比叡神・小比叡神はその峰の神の呼び名である。吉田一彦は、比叡山の神「ヒエの神」が二神に展開したのはこの頃と考えられ、大小の峰の名前を発展させて大比叡神・小比叡神という対の神に発展させたのは円珍であり、その目的は二神とすることで2名の年分度者を確保することだと推定している。円珍は大比叡神（東塔）・小比叡神（西塔）に比叡山王（山王明神）を加え、三聖（両所三聖）と呼んだ。

#### 地主三聖
延暦寺の第18代座主であり、比叡山中興の祖とされる良源は、天禄3年（972年）に、比叡山の「横川」を、東塔・西塔に匹敵する地位を持つ独立地区として認めた。もともと、横川の発展には良源が大きく関わっており、その独立の裏にも、良源の意向があったとされる。以後、良源の意向は、古くから存在する東塔・西塔よりも、横川に大きく影響するようになった。
独立した横川は、西塔と同じように独自の地主神を求め、聖真子（しょうしんし）を信仰するようになった。聖真子の信仰は康保5年（968年）に既に認められるとされ、「聖真子」の名は法華経により、正統な仏法の後継者を意味するもので、神名であると同時に法号であり、日本古来の神々の系譜から切り離された独自のものとされるなど、神仏習合の最たるかたちを示しているとされる。こうして良源の思惑により、大比叡神（東塔）・小比叡神（西塔）・聖真子（横川）の地主三聖が成立した。
だが、円珍の両所三聖を信仰していた僧たちは、良源の地主三聖の信仰に反発した。良源は地主三聖の信仰に反対する僧たちを僧籍から除名するなどし、後の山門・寺門分裂への流れを生み出していった。

#### 地主三聖から山王三聖へ
良源により地主三聖の信仰が定着するにつれ、地主三聖は徐々に山王三聖と呼ばれるようになっていった。なお、地主山王と呼ばれた時期もあった。
特に、正暦4年（993年）の叡山分裂以降、「山王三聖」の語は定着していったとされる。なお、「山王三聖」の語が文献に現れた最初は、康保5年（968年）の太政官牒であるとされる。

#### 山王信仰の発展
天台宗が全国に広がる過程で、山王信仰に基づいて日吉社も全国に勧請・創建された。日吉（ひよし）神社・日枝（ひえ）神社、あるいは山王神社などという社名の神社は、日本全国に約3,800社ある。これにともない、日吉・日枝・比恵・山王・坂本などという地名が各地でみられる。社名については、「日吉」と書いて「ひえ」と読むもの、「日吉」と書いて「ひよし」と読むもの、「日枝」と書いて「ひえ」と読むものがある。

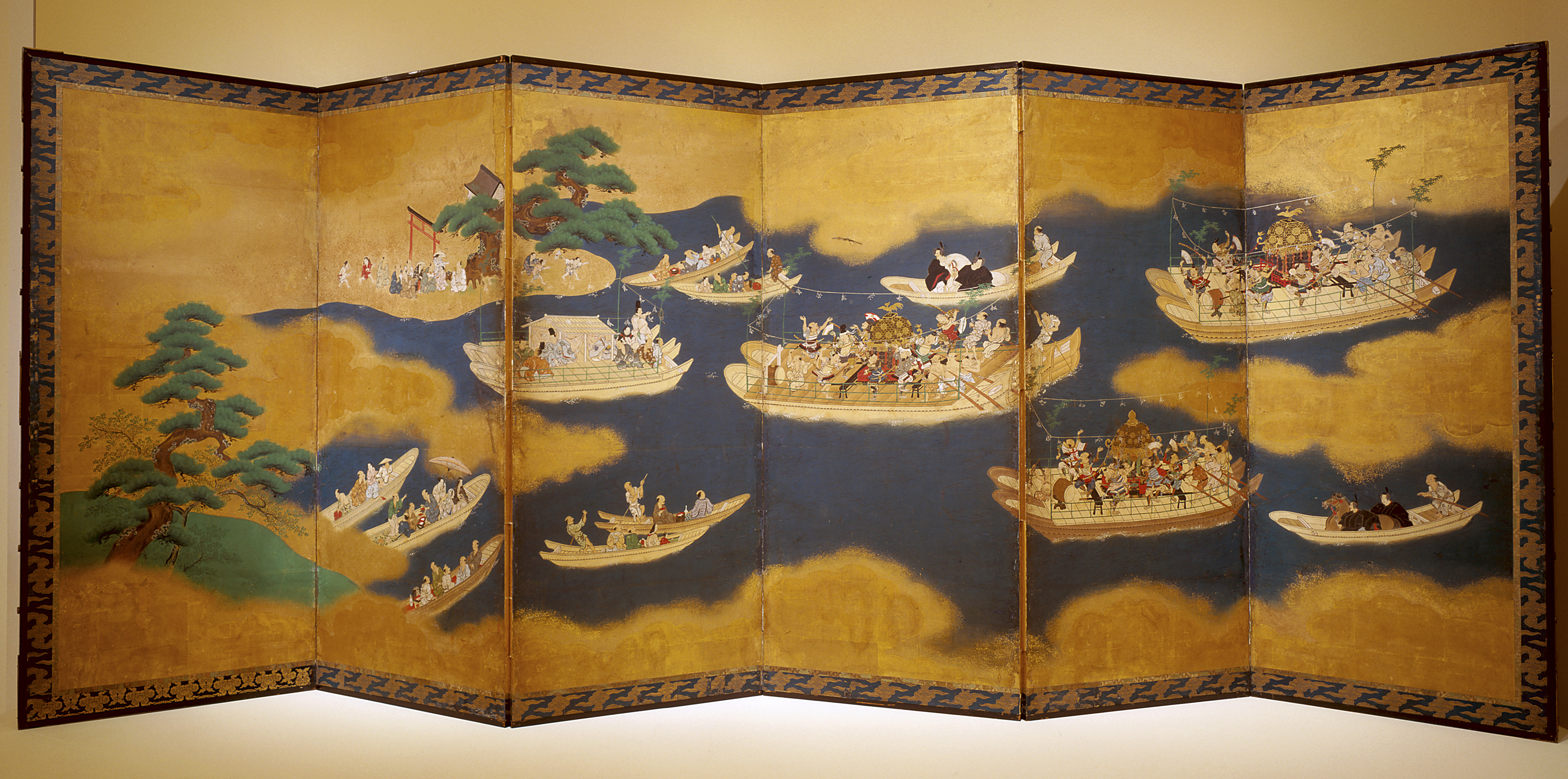
『日吉山王祭』、18世紀初頭

中近世の日吉社では、二宮の里宮祭祀と大宮の鎮座の過程を具現化した山王祭が行われた。年中行事としては、上七社の内陣の開扉および内陣献饌を行う八ケ度神事が特に重要であり、これは鎌倉中期には固定していた。

#### 本地仏制定
山王三聖には、本地仏として、大宮（大比叡神、東塔）に釈迦如来、二宮（小比叡神、西塔）に薬師如来、聖真子（横川）に阿弥陀如来が、それぞれ定められた。これらの本地仏が定着したのは、浄土教の影響により八幡神（聖真子と同一とされる）の本地仏が釈迦から阿弥陀に変わった11世紀以降と推定される。本地仏の制定は、日吉社における、本格的な神仏習合の始まりであるともいわれる。
平安時代後期には、大宮に関わる客人社（白山社）、二宮に関わる十禅師、八王子山の金大巌を磐座とする八王子社が祀られ、日吉山王七社が成立した。佐藤眞人は、客人社は長暦3年（1039年）までに、八王子社は天喜元年（1053年）までに、十禅師社は天仁2年（1109年）までに、三宮は永久3年（1115年）までに社殿が創建されたとしている。
鎌倉期には、中の七社、下の七社が祀られ、山王二十一社となり、さらにこれらの摂社など八七社が加わり、山王百八社となった。1224年には、天台僧の慈円が十禅師の新礼拝講を始めており、十禅師は比叡山で広く崇められた。
天台僧の相応が行ったとされる『法華経』の「常不軽菩薩品」に基づく、比叡山の祠堂や霊地を巡拝する修行が行われており、中世期には、山上の東塔・西塔・横川の三塔を巡礼する修行が活発になり、合わせて日吉明神（山王）の境内の祠堂や霊地を深夜に巡礼する秘密社参が行われていた。

#### 東の山王の諸神への信仰
平安末期の『梁塵秘抄』で「東の山王恐ろしや」と謡われたように、中世には山王二十七社のうち東の山王の神々は、崇りにより大神に代わってその神威を発揚し知らしめる山王のミサキ神として、民衆だけでなく貴族からも深く畏怖され熱心に信仰された。平安末期から鎌倉初期にかけて、憑依託宣する神である東の山王の十禅師（童子形・僧形の神）への信仰が隆盛し、特に十禅師は多くの霊験譚が記された。三聖ではなく大宮と十禅師を特に重視する考えもみられた。十禅師や牛御子（八王子社の殿内に祀られる神）の霊験や巫女の憑依託宣は広く知られ、山王の巫女は貴族の元に出入りし政治にも影響を及ぼしていた。

#### 賀茂信仰との関係
山城の賀茂社を中心とする賀茂信仰も山王信仰と同様に天皇家の守護神的性格を持ち、朝廷の信仰を集めたが、『耀天記』によると、日吉社の大宮の社司である祝部氏の祖祝部宇志丸は元々鴨県主（かものあがたぬし）を名乗っていたが、天智天皇から祝部の姓を賜った、つまり祝部氏と山城の賀茂社（賀茂信仰）の社家の賀茂氏は同祖の氏族である。また『耀天記』には、大宮権現（三輪明神、大己貴神〔大国主神〕）を賀茂下宮（賀茂氏の祖神の鴨玉依姫）の夫神とし、大宮権現と賀茂下宮の御子神を賀茂別雷命とする禰宜親成の説が説かれている。『厳神抄』等の中世の文献でも、賀茂と日吉は「日天月天」と太陽と月に喩えられ、「陰陽一双ノ御神ニシテ御ス」と説かれていた。
現在では、日吉大社の樹下宮（旧十禅師社）の祭神を鴨玉依姫とし、その夫神を日吉大社の（大宮ではなく）二宮（現東本宮）の大山咋神とし、御子神を賀茂別雷命としているが、これは賀茂社との関連に基づくと指摘されている。

#### 熊野との関係
天台修験は熊野を掌握しており、比叡と熊野には交流があった。天台僧円仁の夢枕に熊野不思議童子（熊野若一王子）が立ち、尊い教えを聴聞し感銘を受け日吉山王の眷属になりたいと願い、これが王子宮の祭神であるとされたが、比叡と熊野の関係を反映した伝説と考えられる。御伽草子の『弁慶物語』では、生まれたばかりの弁慶はただならぬ容貌であったため熊野の若一王子社の裏に捨てられ、若一王子の氏子として育てられ、のちに髪を剃って比叡山に登ったとされ、こうした説話は比叡と熊野の交流を反映している。

#### 山王神道
山王信仰は、「山王神道」とも呼ばれる仏教神道をも派生させた。山王神道は、中世期に形成された日吉社の神々の縁起や儀礼を、天台宗の教理に基づいて説明、解釈した教義や儀軌である。『耀天記』（1223年）、天台僧の義源による『山家要略記』（12世紀末-14世紀頃）、光宗編纂の『渓嵐拾葉集』（1318年）等から内容を知ることができる。
山王神道では山王神は釈迦の垂迹であるとされ、「山」の字も「王」の字も、三本の線とそれを貫く一本の線からなっており、これを天台宗の思想である三諦即一思想と結びつけて説いた。また天台密教は、鎮護国家、増益延命、息災といった具体的な霊験を加持祈祷によって実現するという体系（使命）を持ち、山王にも「現世利益」を実現する霊威と呪力を高める性格を与えたようである。
山王神道の教義では十禅師が最高の位置に置かれており、オリ・ポラトは、これは神道思想と仏教理論を融合させる重要な教義上の概念であると同時に、「the concept of transgression as something that should be harnessed to attain power and protection（破戒〔宗教的な罪・逸脱〕とは力と守護に到達するために活用すべきものだという考え）」をもたらし、天台寺院における僧と稚児との性行為の正当化に利用されたとしている。

##### 伊勢信仰との関係
中世日吉社の根本縁起である『耀天記』（1223年）などには大宮と天照大神を同体とする説がある。最初は大宮は天照大神の分身とされたが、同体とされるようになった。大己貴神と天照大神が同体ということになるが、これは大宮の本地が釈迦、天照大神の本地が大日であり、顕教では釈迦＝大日であるかた一体というもので、山王神道で説かれた。山王は釈迦の応現として日本諸神の本地であり、日本の至高神と主張するために、伊勢神宮との関係の説明が必要であったためと考えられる。菅原信海は、天台宗も鎮護国家の仏教として皇祖神である天照大神を崇拝しなければならず、鎌倉期に両部神道色の濃い伊勢神道が盛んになると、同じく両部神道色が濃かった山王神道は自身の教説に取り入れたと背景を説明している。伊勢神道は山王神道の教説だけでなく、日吉社の祭祀にも取り込まれていた。大宮を天照大神として、大宮には伊勢神宮を踏襲した女神具が奉られていた。

#### 信長の焼打ち以降
中世に比叡山の僧兵が強訴のために担ぎ出した神輿は日吉社のものである。
平安期以来、延暦寺と共に非常に繁栄したが、中世末期には室町幕府が衰退して動乱の世となり、日吉社は伊勢神宮などの諸社と同様にかなり衰退していた。明応2年（1493年）には志賀の徳政一揆で放火される等、規模は少しずつ縮小し、かろうじて山王二十一社を中心とする祭祀だけは行われていた。
織田信長と浅井長政・朝倉義景が対立する中、比叡山山門は浅井・朝倉への加担を止めるように、拒否すれば焼き払うという織田信長の通告を拒否。元亀2年（1571年）に信長の比叡山焼き討ちにより、日吉社社頭百八社・社外百八社は全て灰燼に帰し、中世日吉社は終焉した。これは中世の終焉を象徴する事件であった。山王二十一社をはじめとする諸神諸仏は拠り所を失い、祀る者も多くが死に、再建が始まるまで10年間空白期間となった。襲撃当日に大宮の社殿内陣に籠もっていた生源寺家行丸（祝部行丸、1512-1592）とその長男の行広、樹下家の資継と成前は、越前守永原重虎の助けでかろうじて逃げ延び、のちの日吉社社家はこの4名の子孫である。
生源寺家行丸は日吉社の総官であり、3年半諸国を放浪し日吉社跡に戻ると、その悲惨な景色に再興の決意を固め、祭祀の断絶を避けるために比叡山北嶺の伊香立村の氏神を祀る神社に山王七社の神々を勧請し（以降八所神社と呼ばれた）、仮の山王祭を行った。日吉社家関係者が各地から戻り、彼を中心に復興を目指したが、織田信長の生前は具体化せず、その死（1582年）以降比叡山山門と日吉社は一気に復興に向かった。現在見られる建造物は、安土桃山時代以降に再建されたものである。生源寺家行丸により儀礼も整えられた。山王祭は11年後の1582年に再開したが、神輿の代わりに大榊が用いられた。生源寺家行丸の時代にはすでに吉田神道の影響が見られ、慶長年間までに山王祭の祝詞が吉田神道流に改変されている。
比叡山山門では、三塔巡礼をもとに、秘密社参、葛川の修行を加えた回峰行が行われるようになり、日吉社では、この天台僧の修行である秘密社参のルートを、神輿、神馬などが渡御する山王祭が成立した。
なお江戸で「三大祭」として賑わったのは、山王祭（さんのうまつり）、神田祭、深川祭であるが、この江戸の山王祭は、徳川家康が江戸に移封された際に、同地にあった日吉社を城内の紅葉山に遷座し、江戸城の鎮守としたことに始まる。この社の由来は、太田道灌が江戸城築城にあたり、文明10年（1478年）に川越の無量寿寺（現在の喜多院）の鎮守である日吉社を勧請したのに始まるとされる。無量寿寺は平安初期の天長7年（830年）、淳和天皇の命で円仁（慈覚大師）が建立したとされる。ちなみに、この江戸の日吉社に日枝（ひえ）神社と名称が付けられたのは、慶応4年（明治元年）6月11日以降のことである。

#### 社司による日吉社神像焼却事件
天台宗の天海僧正は徳川家康のバックボーンとも言われ、徳川幕府の時代、天台宗は強力な人脈・政治力を持っていた。天海は徳川家康の信頼を得ており、徳川幕府は慶長18年（1613年）に関東天台宗の条例を発布し、天台宗の支配権を事実上天海のいる川越喜多院の関東方に与えた。天海は後水尾天皇の弟尊敬法親王を奏請して自身の法嗣とし輪王寺宮と称し、輪王寺門跡が比叡山を圧して天台座主となり、延暦寺は関東に天台宗の支配権を奪われた。財政的に苦しかった日吉社社家が延宝8年（1680年）に、妙法院門跡で天台座主だった尭恕法親王に社家領加増の訴えへの口添えを願うが、尭恕法親王は山門大衆は輪王寺門跡に従い自身は蔑ろにされていると憤っており、輪王寺門跡に支配権を奪われたことへの腹いせのように社家の願いを拒否している。また、17世紀後半には、日吉社は祭事権だけでなく管理権を延暦寺側に奪われつつあり、また徳川家康を東照大権現として祀る山王一実神道に反感を抱いており、日吉社社司らは、神仏習合ではあるが山王神道より純神道的寄りだった吉田神道を取り入れて、思想的に対抗しようとした。
貞亨元年（1684年）に、吉田神道に傾倒していた樹下成䂓（成康）・生源寺行連ら数名の社司が共謀し、山王七社のご神体である神像を盗み出して京都で焼き捨て、「唯一之神」という吉田神道的な思想を拠り所に、「日吉の神道は唯一の神道で、境内へは一切僧侶を入れず、神像のようなものは始めからなかった」と主張し、日吉社の神仏習合を廃止しようとした。江戸での取り調べの結果、社司らの謀があったことが明るみに出て、輪王寺門跡の指示で連座した社司ら7名は流罪または国外追放、徒党も処罰され、7軒あった生源寺家・樹下家は2流ずつに整理、社家側はまつりを奉仕する以外のすべての権限を失った。
村山修一は、この事件は延暦寺の支配、ひいては徳川幕府下の輪王寺門跡の支配への日吉社神官の抵抗の表れとし、その一因として日吉社の石高（徳川幕府が定めた経済力・収入）の少なさへの不満を挙げている。嵯峨井健は、明治維新に際し全国に先駆けて実行された日吉社の激しい廃仏毀釈は、こうした延暦寺の支配に対する日吉社の根深い不満・反感の積み重ねがあり、その源がこの事件に求められるとみなしている。佐藤眞人もまた、明治維新での日吉社の社寺らの過激な廃仏毀釈の行動の背景には、幕末維新期の思想の潮流だけでなく、近世を通じての日吉社と天台宗・延暦寺の対立・緊張関係が作用していると指摘し、思想・制度両面からの通史的研究の必要性を説いている。

#### 近世日吉社の神道
この貞亨の事件で日吉社から吉田神道は表面的に一掃されたが、社家の内部では吉田神道の修法が行われ、近在の社家への伝授もなされていた。また真言宗系の両部神道の系譜の三輪流神道も流入しており、日吉社は必ずしも山王一実神道一色、山王一実神道の拠点というわけではなかった。日吉社社家が三輪流神道を標榜したのは、大宮の祭神の大己貴神が大和の三輪山から勧請されたという由縁に基づくと考えられるが、経緯はよくわかっていない。このように近世の日吉社では、山王一実神道・吉田神道・三輪流神道の3つが伝承されており、三流が混合した独特の内容もみられる。
国学の影響もみられ、幕末には生源寺業雅、樹下茂仲、樹下茂国が国学者として知られた。

### 明治維新以降
明治政府の宗教政策は、樹下茂国、平田銕胤、矢野玄道、大国隆正・六人部是香ら復古神道系の神道家たちの影響下にあったが、この復古神道とは本居宣長の没後に門人の平田篤胤が大成した神道説で、儒教と仏教への激しい批判、習合神道（神仏習合）の否定を特徴とし、儒教・仏教が伝来する以前の神道への回帰を実現しようとするものであった。彼ら平田派神道家は、政府の宗教政策を通じ、神仏分離と神道国教化を目指しており、明治政府は、自らを正当化する万世一系という近代国家の神話を全国の神社に背負わせるために、1868年（明治元年）に神仏判然令（神仏分離令、1868年）を発令した。
これを受けて日本中で破壊的で激しい廃仏毀釈の運動が起きたが、その破壊の契機は、日吉社の社司で明治政府の神祇事務局の権判事でもあった樹下茂国率いる、吉田神社（京都市）の神官ら（祝部氏の生源寺希嶼、生源寺業親、樹下成言など）40名の神職で構成された「神威隊」と、彼らに付き従った坂本村の村民数十名による日吉社での破壊行為である。岡田誠司は、この事件の原因は延暦寺の寺僧と日吉社の神職団の対立であり、延暦寺と徳川幕府との特に深いかかわりが明治政府に忌避されたことが日吉社の激しい神仏分離に与えた影響を指摘している。当時の延暦寺の寺僧と日吉社の社僧の関係は良いものではなく、神仏判然令に社僧らが利権を得た形になって暴走し、彼らは仏像・仏器・仏具・経典といった日吉社に飾られていた宝物を破壊し焼き払い、その数は数千点に上るといわれ、日吉社の七社すべてが彼らの暴力の被害にあった。樹下茂国は自ら主導して作った神仏判然令を盾に破壊行為を行ったが、布告にあった神社からの仏教的なものの排除を超え、あまりに行き過ぎていたため、明治政府から権威をかさに着て私憤を晴らさないよう注意を受け、一時政府により監禁された。この激しく暴力的な事件は、廃仏毀釈が全国に広がる発端となった。
日吉社は率先して仏教色を一掃すると、延暦寺から独立して社名を日吉大社とした。彼らの破壊行為により日吉社は延暦寺の支配下から外れ、神仏判然令が出された年に、仏教色を排した近代的な山王祭が初めて行われたが、七社に奉仕していた僧身分の宮仕・下級僧侶は皆還俗して参加しており、延暦寺の僧侶の参加は許されなかった。樹下茂国たちはさらに仏教の排除を進め、七社のうち、彼らが「仏教臭い」と感じたであろう十禅師、聖真子、八王子の社号を改称した。
また明治期には、生源寺家に伝来した文書（生源寺家文書）も散逸している（生源寺家文書は目録が残されており、一部の所在が判明している）。
現代の日吉大社は山王祭によって広く知られ、大山咋神と鴨玉依姫神の神婚によるみあれ理論を基盤とする。これは『日吉社禰宜口伝抄』の記述が唯一の論拠となっている。『日吉社禰宜口伝抄』は、11世紀の囗伝を生源寺行丸（祝部行丸）が16世紀に文書化した史料とされ、樹下茂国がこれに拠りに大己貴神を除く祭神を変更した。しかし『日吉社禰宜口伝抄』は、神仏判然令の翌年の1869年（明治2年）に、樹下茂国と思われる人物が偽造した可能性が極めて高いことがわかっている。これら近現代の日吉社（日吉大社）の祭神は、樹下茂国と思われる人物が明治2年初めに大津県に提出した「祭神および勧請年記云々」という文書が初出である。嵯峨井建は、『日吉社禰宜口伝抄』が偽造であるなら大山咋神と鴨玉依姫神の神婚によるみあれ理論は論拠を失い、成立しないことになると述べている。
さらに明治政府は、大山咋神の名が『古事記』にあること、大宮の勧請が最澄によるという伝承を重視し、二宮を主神とし、大宮と二宮の祭神を入れ替えた。これが元に戻されたのは太平洋戦争開始後の1942年であり、神仏分離に伴う日吉社と延暦寺の完全な分離と共に、古来の神事・祭儀の改廃に拍車をかけることとなった。近代への移行で仏事が廃止されただけでなく、神事も大幅に削減された。例えば重要な祭事であった八ケ度神事の名称は現在では死語となっており、8回の半分の4回のみ行われている。
日吉社の下殿という場は仏教色が濃いものであったと思われ、神仏分離後は下殿祭祀は当然行われなかったが、戦後は公的な祭祀ではなく、樹下宮（十禅師）の霊泉の若水汲みや神水授与、西本宮（大宮）における病気平癒の祈祷の場としてわずかに復活している。

## 現代
明治の神仏分離後の日吉大社は神仏習合ではなく、山王信仰とは異なる。

### 日吉大社の社殿
以下に現在の日吉神社の有力社殿（山王二十一社）を列記する。（ ）内は旧称。
上七社（山王七社）
- 西本宮（大宮（大比叡））大己貴神：近世と今日で唯一連続性のある祭神[38]
- 東本宮（二宮（小比叡））大山咋神
- 宇佐宮（聖真子）田心姫神（宗像三女神の一柱）
- 牛尾神社（八王子）大山咋神荒魂
- 白山姫神社（客人）白山姫神（菊理媛神）
- 樹下神社（十禅師）鴨玉依姫神（山城の賀茂社の社家の賀茂氏の祖で鴨別雷神の母）
- 三宮神社（三宮）鴨玉依姫神荒魂

中七社
- 大物忌神社（大行事）大年神
- 牛御子社（牛御子）山末之大主神荒魂
- 新物忌神社（新行事）天知迦流水姫神
- 八柱社（下八王子）五男三女神
- 早尾神社（早尾）素盞嗚神
- 産屋神社（王子）鴨別雷神
- 宇佐若宮（聖女）下照姫神

下七社
- 樹下若宮（小禅師）玉依彦神
- 竈殿社（大宮竈殿）奥津彦神・奥津姫神
- 竈殿社（二宮竈殿）奥津彦神・奥津姫神
- 氏神神社（山末）鴨建角身命・琴御館宇志麿（琴御館宇志丸、日吉社社家の祝部氏の祖[121]）
- 巌滝社（岩滝）市杵島姫命・湍津島姫命
- 剣宮社（剣宮）瓊々杵命
- 気比社（気比）仲哀天皇

### 各地の神社

#### 総本社
- 日吉社（滋賀県大津市、現在の日吉大社。旧官幣大社、別表神社）

#### 別表神社・旧官国幣社
- 日枝神社（東京都千代田区、旧官幣大社、別表神社）
- 日枝神社（富山県富山市、旧県社、別表神社）

#### その他の神社
- 日吉神社（岐阜県安八郡神戸町、旧県社）
- 日枝神社（岐阜県高山市、旧県社）
- 日枝神社（山形県酒田市、旧県社）
- 日枝神社（群馬県桐生市梅田町、旧県社）
- 日吉八幡神社（秋田県秋田市、旧県社）
- 清洲山王宮日吉神社（愛知県清須市）
- 新日吉神宮（京都府京都市東山区、旧府社）
- 日吉神社（福岡県柳川市、旧県社）
- 日吉神社（熊本県熊本市、旧県社）
- 山王神社（長崎県長崎市、旧県社）
- 日吉神社（宮城県大崎市）